# Green Eagles FC
Green Eagles Football Club w skrócie Green Eagles FC – zambijski klub piłkarski grający w zambijskiej pierwszej lidze, mający siedzibę w mieście Choma.

## Sukcesy
- I liga[1]:
  - wicemistrzostwo (1): 2019

## Występy w afrykańskich pucharach
| Sezon     | Rozgrywki           | Runda    | Kraj              | Klub                     | Dom | Wyjazd | Dwumecz |
| --------- | ------------------- | -------- | ----------------- | ------------------------ | --- | ------ | ------- |
| 2018/2019 | Puchar Konfederacji | wstępna  | Eswatini          | Young Buffaloes FC       | 2–0 | 3–2    | 5–2     |
| 2018/2019 | Puchar Konfederacji | 1        | Algieria          | NA Hussein Dey           | 0–0 | 0–2    | 0–2     |
| 2019/2020 | Liga Mistrzów       | wstępna  | Południowa Afryka | Orlando Pirates          | 1–0 | 1–1    | 2–1     |
| 2019/2020 | Liga Mistrzów       | 1        | Angola            | CD Primeiro de Agosto    | 1–2 | 1–0    | 2–2     |
| 2019/2020 | Puchar Konfederacji | play-off | Maroko            | Hassania Agadir          | 1–1 | 1–2    | 2–3     |
| 2020/2021 | Puchar Konfederacji | wstępna  | Burundi           | Musongati FC             | 2–1 | 2–2    | 4–3     |
| 2020/2021 | Puchar Konfederacji | 1        | Kamerun           | Coton Sport FC de Garoua | 0–2 | 0–1    | 0–3     |

## Stadion
Domowe mecze klub rozgrywa na stadionie o nazwie Eagles Ground w Chomie, który może pomieścić 2000 widzów.

## Reprezentanci kraju grający w klubie
Stan na maj 2023.
| - Derrick Bulaya - Kebby Hachipuka - Tapson Kaseba - Venacious Mapande - Bonny Muchindu - Adamson Mulao - Kennedy Musonda - Gozon Mutale - Sebastian Mwange | - Tandi Mwape - Francis Tindi Mwanza - Mwansa Nsofwa - Martin Phiri - Mwila Phiri - Spencer Sautu - Amity Shamende - Aaron Musore - Patrick Ekeji |